# Płonka-Kolonia
Płonka-Kolonia – kolonia w Polsce, położona w województwie lubelskim, w powiecie krasnostawskim, w gminie Rudnik. 
Kolonia wchodzi w skład sołectwa Płonka.
W latach 1975–1998 kolonia położona była w województwie zamojskim.